# Real Sociedad de Fútbol 2017-2018
Questa voce raccoglie le informazioni riguardanti la Real Sociedad nelle competizioni ufficiali della stagione 2017-2018.

## Maglie e divise
| Casa | Trasferta | Terza divisa |

## Rosa
In corsivo i calciatori ceduti durante la stagione 
| N. |                      | Ruolo | Calciatore             |
| -- | -------------------- | ----- | ---------------------- |
| 1  | Argentina (bandiera) | P     | Gerónimo Rulli         |
| 2  | Spagna (bandiera)    | D     | Carlos Martínez        |
| 3  | Spagna (bandiera)    | D     | Diego Llorente         |
| 4  | Spagna (bandiera)    | C     | Asier Illarramendi     |
| 5  | Spagna (bandiera)    | C     | Igor Zubeldia          |
| 6  | Spagna (bandiera)    | D     | Iñigo Martínez         |
| 6  | Messico (bandiera)   | D     | Héctor Moreno          |
| 7  | Spagna (bandiera)    | A     | Juanmi                 |
| 8  | Belgio (bandiera)    | C     | Adnan Januzaj          |
| 9  | Spagna (bandiera)    | A     | Imanol Agirretxe       |
| 10 | Spagna (bandiera)    | A     | Xabi Prieto (capitano) |
| 11 | Messico (bandiera)   | A     | Carlos Vela            |
| 12 | Brasile (bandiera)   | A     | Willian José           |
| 13 | Spagna (bandiera)    | P     | Toño                   |
| 14 | Spagna (bandiera)    | C     | Rubén Pardo            |

| N. |                       | Ruolo | Calciatore          |
| -- | --------------------- | ----- | ------------------- |
| 15 | Spagna (bandiera)     | D     | Aritz Elustondo     |
| 16 | Spagna (bandiera)     | C     | Sergio Canales      |
| 17 | Spagna (bandiera)     | C     | David Zurutuza      |
| 18 | Spagna (bandiera)     | C     | Mikel Oyarzabal     |
| 19 | Spagna (bandiera)     | D     | Álvaro Odriozola    |
| 20 | Portogallo (bandiera) | D     | Kévin Rodrigues     |
| 21 | Spagna (bandiera)     | A     | Jon Bautista        |
| 22 | Spagna (bandiera)     | D     | Raúl Navas          |
| 23 | Spagna (bandiera)     | C     | Jon Guridi          |
| 24 | Spagna (bandiera)     | D     | Alberto de la Bella |
| 25 | Spagna (bandiera)     | P     | Miguel Ángel Moyà   |
| 27 | Spagna (bandiera)     | D     | Andoni Gorosabel    |
| 29 | Spagna (bandiera)     | A     | Ander Guevara       |
| 38 | Spagna (bandiera)     | P     | Andoni Zubiaurre    |

## Calciomercato

### Sessione estiva
| Acquisti | Acquisti            | Acquisti       | Acquisti                   |
| R.       | Nome                | da             | Modalità                   |
| -------- | ------------------- | -------------- | -------------------------- |
| D        | Diego Llorente      | Real Madrid    | definitivo (11 milioni €)  |
| C        | Adnan Januzaj       | Manchester Utd | definitivo (8,5 milioni €) |
| Acquisti |                     |                |                            |
| R.       | Nome                | da             | Modalità                   |
| C        | Rubén Pardo         | Real Betis     | fine prestito              |
| D        | Alberto de la Bella | Olympiacos     | fine prestito              |
| D        | Srđan Babić         | Reus           | fine prestito              |
| D        | Héctor Hernández    | Granada        | fine prestito              |
| A        | Pablo Hervías       | Elche          | fine prestito              |
| A        | Alain Oyarzun       | Mirandés       | fine prestito              |

| Cessioni | Cessioni         | Cessioni            | Cessioni                  |
| R.       | Nome             | a                   | Modalità                  |
| -------- | ---------------- | ------------------- | ------------------------- |
| D        | Yuri Berchiche   | Paris Saint-Germain | definitivo (16 milioni €) |
| C        | Esteban Granero  | Espanyol            | gratuito                  |
| D        | Mikel González   | Real Saragozza      | gratuito                  |
| C        | Jon Gaztañaga    | Gimnàstic           | gratuito                  |
| A        | Pablo Hervías    | Eibar               | gratuito                  |
| A        | Alain Oyarzun    | Real Saragozza      | gratuito                  |
| P        | Ander Bardají    | Huesca              | gratuito                  |
| C        | Markel Bergara   | Getafe              | prestito                  |
| D        | Joseba Zaldua    | Leganés             | prestito                  |
| A        | David Concha     | Barcellona Atlètic  | prestito                  |
| D        | Héctor Hernández | Alavés              | prestito                  |
| D        | Srđan Babić      | Stella Rossa        | prestito                  |

#### Sessione invernale
| Acquisti         | Acquisti          | Acquisti           | Acquisti                 |
| R.               | Nome              | da                 | Modalità                 |
| ---------------- | ----------------- | ------------------ | ------------------------ |
| D                | Héctor Moreno     | Roma               | definitivo (6 milioni €) |
| P                | Miguel Ángel Moyà | Atlético Madrid    | gratuito                 |
| Altre operazioni |                   |                    |                          |
| R.               | Nome              | da                 | Modalità                 |
| A                | David Concha      | Barcellona Atlètic | fine prestito            |

| Cessioni | Cessioni       | Cessioni        | Cessioni                  |
| R.       | Nome           | a               | Modalità                  |
| -------- | -------------- | --------------- | ------------------------- |
| D        | Iñigo Martínez | Athletic Bilbao | definitivo (32 milioni €) |
| A        | Carlos Vela    | Los Angeles FC  | definitivo (5 milioni €)  |

## Risultati

### UEFA Europa League

#### Fase a gironi
| Arbitro: | Paolo Mazzoleni |

|                                                   |           |  |
| Llorente 9’, 77’ Zurutuza 10’ Skjelvik 41’ (aut.) | Marcatori |  |

| Arbitro: | Andre Marriner |

|                            |           |              |
| Rigoni 5’ Kokorin 24’, 60’ | Marcatori | 41’ Llorente |

| Arbitro: | Aliyar Aghayev |

|  |           |                                                               |
|  | Marcatori | 12’ Oyarzabal 34’, 42’, 55’, 59’ Willian José 90’ de la Bella |

| Arbitro: | Robert Schörgenhofer |

|                                         |           |  |
| Juanmi 31’ de la Bella 69’ Bautista 81’ | Marcatori |  |

| Arbitro: | Daniel Stefański |

|  |           |               |
|  | Marcatori | 90’ Oyarzabal |

| Arbitro: | Liran Liany |

|                  |           |                                      |
| Willian José 58’ | Marcatori | 35’ Erochin 64’ Ivanović 85’ Paredes |

#### Fase ad eliminazione diretta
| Arbitro: | Bobby Madden |

|                           |           |                                     |
| Odriozola 57’ Januzaj 80’ | Marcatori | 27’ (aut.) Oyarzabal 90+4’ Minamino |

| Arbitro: | Sergej Karasëv |

|                               |           |           |
| Dabour 10’ Berisha 74’ (rig.) | Marcatori | 28’ Navas |